# اگواتا
اگواتا (به لاتین: Aguata) یک سکونتگاه مسکونی در نیجریه است که در انامبرا استیت واقع شده‌است.

## خصوصیات
اگواتا ۳۷۰٬۱۷۲ نفر جمعیت دارد.